# لاسلو پوستایی
لاسلو پوستایی (مجاری: Pusztai László; ۱ مارس ۱۹۴۶ – ۶ ژوئیهٔ ۱۹۸۷) بازیکن فوتبال اهل مجارستان بود.
از باشگاه‌هایی که در آن بازی کرده‌است می‌توان به باشگاه فوتبال فرنتس‌واروش و باشگاه فوتبال بوداپست هونود اشاره کرد.
وی همچنین در تیم ملی فوتبال مجارستان بازی کرده‌است.